# Seleção Paraguaia de Futebol Feminino
A Seleção Paraguaia de Futebol Feminino representa o Paraguai no futebol feminino internacional.